# Tašo Andjelkovski
Tašo Andjelkovski (* 19. října 1949 Pardubice) je český básník a držitel ocenění Magnesia Litera (vítěz „Litera za poezii“ v roce 2008).

## Život
Studoval na Filosofické fakultě UK v Praze komparatistiku – jugoslavistiku, po zrušení oboru dále pokračoval v oboru estetiky – dějiny a historie filmu. V roce 1971 studovat přestal. Živil se jako dělník na stavbě, pošťák, tiskař, pracoval v cihelně. S přáteli vydával strojopisné sborníky Fragmenty (1971–72) a Archiv, obsahující básně, úvahy a eseje. V roce 1975 ukončil náhradní vojenskou službu jako stavebník v povrchových dolech v Mostě, krátce pracoval jako lesní dělník. V národním podniku Kniha v Praze byl potom řadu let zaměstnán jako prodavač, závozník a antikvář. Dlouhodobě se amatérsky věnuje boxu (v rámci tělovýchovného spolku Palaestra) a in-line bruslení.
Kromě rozsáhlých deníků napsal také od roku 1966 množství dosud nepublikovaných básní; některé byly vydány v souborech Spálov (2007), Mirny (2010) a NID (2019).

## Dílo
- Spálov (Torst, 2007)[3][4]
- Mirny (Agite/Fra, 2010)[5][6]
- NID (Agite/Fra, 2019)[7]
- Holina (Torst, 2025)[8]
- Revolver Revue 80/2010 – blok záznamů ze 70. let[9]
- Otokar Březina (sympozium 2008, Jaroměřice nad Rokytnou, spoluautor)
- Oldřich Mikulášek – Cestou s mnoha verši: básně, recenze, studie (Pulchra, 2011), básně O. Mikuláška vybral Tašo Andjelkovski, recenze, studie a další texty vybrali a uspořádali Jan Pirner a Josef Schwarz ; průvodní texty napsali Jan Pirner, Jan Štolba a Milan Uhde